# 中華民國駐義大利大使列表
本列表為中華民國駐義大利共和國歷任大使與代表名錄。兩國已無正式外交關係。

## 無邦交時期

### 代表機構
1970年11月6日，義大利與中華民國斷交。其後，中華民國經濟部於義大利第2大城米蘭設立駐義大利遠東貿易中心（義大利文 下同：Centro Commerciale per I′Estremo Oriente）。
1990年8月7日，中華民國外交部於義大利首都罗马設立具大使館功能的臺北文化經濟協會（Istituto Culturale ed Economico di Taipei）。1995年6月14日，更名為駐義大利臺北經濟文化辦事處（Ufficio Economico e Culturale di Taipei in Roma, Italia）。1996年7月2日，再更名為駐義大利臺北代表處（Ufficio di Rappresentanza di Taipei in Italia）。

### 歷任代表（1990年至今）
| 姓名   | 任命          | 到任           | 免職          | 離任          | 外交銜級 對外名義 | 外交職務 本職職務 | 備註                                   | 備註 |
| ------ | ------------- | -------------- | ------------- | ------------- | ----------------- | ----------------- | -------------------------------------- | ---- |
| 吳祖禹 | 1990年10月6日 | 1990年12月26日 | 1993年2月12日 | 1993年3月3日  | 代表              | 代表              | 短暫兼驻教廷大使，後專駐教廷           |      |
| 洪健昭 | 1993年2月20日 | 1993年4月1日   |               | 2000年8月18日 | 代表              | 代表              |                                        |      |
| 林基正 |               | 2000年8月18日  | 2005年11月4日 | 2006年2月3日  | 代表              | 代表              |                                        |      |
| 鄭欣   | 2005年11月4日 | 2006年2月11日  | 2008年8月12日 | 2008年9月30日 | 代表              | 代表              |                                        |      |
| 易榮宗 | 2008年8月12日 | 2008年9月30日  | 2011年3月14日 | 2011年6月     | 代表              | 代表              |                                        |      |
| 賴建中 |               | 2011年6月11日  |               | 2013年5月21日 | 代表              | 代表 特命全權大使 | [ 註 1 ]                               |      |
| 高碩泰 | 2013年3月5日  | 2013年5月25日  |               | 2016年6月5日  | 代表              | 特命全權大使      | 調任駐美國代表，原職由副代表謝俊得暫代 |      |
| 侯清山 | 2017年3月16日 | 2017年5月16日  | 2018年5月28日 | 2018年7月     | 代表              | 特命全權大使      |                                        |      |
| 李新穎 |               | 2018年7月31日  |               | 2023年1月     | 代表              | 特命全權大使      |                                        |      |
| 蔡允中 |               | 2023年1月3日   |               | 現任          | 代表              | 特命全權大使      |                                        |      |

## 外部連結
- 駐義大利臺北代表處（Facebook、Twitter、Instagram）